# Vilachá (Monfero)
Vilachá (llamada oficialmente Santa María de Vilachá) es una parroquia del municipio de Monfero, en la provincia de La Coruña, Galicia, España.

## Entidades de población
Entidades de población que forman parte de la parroquia (entre paréntesis el nombre oficial y en gallego si difiere del nombre en español):
- Abercobo (Abercovo)
- Campo (O Campo)
- Candedo (O Candedo)
- A Casa do Cego
- Casal de Abajo (O Casal de Baixo)
- Casal de Arriba (O Casal de Riba)
- Casanova (A Casanova)
- A Corveira
- Cruceiro (O Cruceiro)
- Curbeiras (As Corveiras)
- Feal
- Fontedavila (A Fonte da Vila)
- Goyente (Goente)
- A Igrexa
- Loureiro (O Loureiro)
- Nabeira (A Nabeira)
- O Pazo
- Pedrón (O Pedrón)
- Penedo (O Penedo)
- Piñeiro de Abajo (O Piñeiro de Baixo)
- Piñeiro de Arriba (O Piñeiro de Riba)
- O Piñeiro do Medio
- O Raído
- Rigueiro (O Regueiro)
- O Souto
- Val (O Val)
- Villajuan (Vilaxoán)

## Despoblado
- Fornos

## Demografía
| Gráfica de evolución demográfica de Vilachá entre 2000 y 2018 |
|                                                               |
| Población de derecho según el padrón municipal del INE        |